# 70737 Стенфло
70737 Стенфло (70737 Stenflo) — астероїд головного поясу, відкритий 8 листопада 1999 року.
Тіссеранів параметр щодо Юпітера — 3,353.